# Martti Olavi Siirala
Martti Olavi Siirala, född 24 november 1922 i Libelits, död 18 augusti 2008 i Helsingfors, var en finländsk läkare.
Siirala blev medicine och kirurgie doktor 1949. Han blev specialist i nerv- och sinnessjukdomar 1952 och innehade specialkompetens i psykoterapi. Han var 1949–1951 underläkare vid Lappvikens sjukhus i Helsingfors och hade från 1958 privatpraktik i staden. 1968–1992 verkade han som docent i psykiatri vid Helsingfors universitet.
Siirala var en banbrytare för den psykoanalytiska terapin i Finland och även internationellt uppmärksammad. Vid sidan av vetenskapliga artiklar som behandlade psykoterapi vid schizofreni och depression samt medicinsk filosofi publicerade han flera större arbeten, bland annat Die Schizophrenie (1961) och Medicine in metamorphosis (1969). Han hade ett flertal internationella förtroendeuppdrag och valdes till hedersmedlem av Psykiaterföreningen i Finland.
Siirala var 1990 med om att grunda rörelsen Freden i Dorpat och var dess förste ordförande.